# Kołdów
Kołdów [pronunciación en polaco: /ˈkɔu̯duf/] es un pueblo ubicado en el distrito administrativo de Gmina Błaszki, dentro del condado de Sieradz, Voivodato de Łódź, en el centro de Polonia. Se encuentra a unos 4 kilómetros al norte de Błaszki, 24 kilómetros al noroeste de Sieradz, y a 73 kilómetros al oeste de la capital regional.

## Historia
En Kołdów, en 1774, nació Józef Biernacki, participante en la insurrección de Kościuszko, las guerras napoleónicas, y brigadier general y comandante militar del voivodato de Kalisz en la insurrección de noviembre.